# Більська-Воля
Більська-Воля (пол. Bilska Wola) — село в Польщі, у гміні Сулеюв Пйотрковського повіту Лодзинського воєводства.
Населення — 214 осіб (2011).
У 1975-1998 роках село належало до Пйотрковського воєводства.

## Демографія
Демографічна структура станом на 31 березня 2011 року:
|          | Загалом | Допрацездатний вік | Працездатний вік | Постпрацездатний вік |
| -------- | ------- | ------------------ | ---------------- | -------------------- |
| Чоловіки | 114     | 21                 | 79               | 14                   |
| Жінки    | 100     | 19                 | 54               | 27                   |
| Разом    | 214     | 40                 | 133              | 41                   |